# تيم كورونيل
تيم كورونيل (بالهولندية: Tim Coronel)‏ هو سائق سباق هولندي، ولد في 5 أبريل 1972 في ناردن في هولندا.

## وصلات خارجية
- الموقع الرسمي
- تيم كورونيل على موقع DriverDB.com (الإنجليزية)